# Goodbye Kiss
Singles de Kasabian
Re-Wired
(2011) Man of Simple Pleasures
(2011)
Pistes de Velociraptor!
Days Are Forgotten
(2) La Fée Verte
(4)
Goodbye Kiss est le troisième single du quatrième album studio du groupe de rock britannique Kasabian publié le 20 février 2012. Il prend au mieux la 76e place du classement britannique des ventes de singles.

## Classement
| Classement musical                      | Meilleure position |
| --------------------------------------- | ------------------ |
| Belgique (Flandre Ultratop 50 Singles)  | 17                 |
| Belgique (Wallonie Ultratop 50 Singles) | 29                 |
| Italie (FIMI)                           | 9                  |
| Royaume-Uni (UK Singles Chart)          | 76                 |

## Liste des chansons
Toute la musique est composée par Sergio Pizzorno.
| 1. | Goodbye Kiss                            | 4:04 |
| 2. | Narcotic Farm                           | 3:03 |
| 3. | Narcotic Farm (Actress's Mad House Mix) | 3:47 |